# Палладия (Юревич)
Игуменья Палладия (в миру Анна Степановна Юревич; 20 декабря 1812, Смоленская губерния — 22 февраля 1894, Великие Луки) — игуменья Русской православной церкви, настоятельница Вознесенского монастыря в городе Великие Луки Псковской епархии.

## Биография
Родилась 20 декабря 1812 года в семье помещиков Бельского уезда Смоленской губернии.
По получении домашнего образования, по благословению своего духовного наставника старца Оптиной пустыни иеросхимонаха Макария (Иванова), 10 февраля в 1830 года поступила в Вознесенский девичий монастырь в городе Великие Луки.
На молодую самоотверженную послушницу обратила внимание игуменья Калисфения (Воронина): 7 марта 1834 года была определена в штатные послушницы, 28 июля 1835 года облечена в рясофор, а 27 ноября 1841 года пострижена в монашество с именем Палладия (в честь преподобного Палладия Александрийского). На постигавшие её трудности монашеской жизни, получала наставления от оптинских старцев:

«Описанное ваше нерадение о жизни должно стараться исправлять и просить на сие помощи Божией, не надеяться на свои силы и на свой разум. Сколько могу понять, вы пришли в таковое охлаждение чрез высокое о себе мнение, что видно из того, что думали, будто вас страсти оставили. Господь же, милосердствуя о вас, да не впадёте в совершенную гордыню, попустил вам искушатися страстями, а вы возмалодушествовали, считая себя погибшею. И это знак тот, что вы и понятия не имеете о духовной жизни и книг отеческих не читали; когда бы читали, то увидели бы, что до смерти брань с ними сопряжена, и врачуется не столько нашим тщанием, сколько милосердием Божием и помощию Его; а паче когда терпим сии приражения, и смиряя себя, вменяем хуждше всех и припадаем ко Господу со смирением; тогда благодать Божия ниспосылает нам свою помощь <…> Смиритесь и получите свободу».
— иеросхимонах Макарий (Иванов) 
В 1841 году, после кончины казначеи Вознесенского монастыря, монахиня Палладия была назначена казначеей обители.
26 апреля 1853 года, ввиду болезни игуменьи Калисфении, назначена управляющей монастырём, а после кончины игуменьи, 29 октября 1854 года определена временно исправляющей должность настоятельницы и 31 июля 1855 года Указом Святейшего Синода утверждена настоятельницей обители с возведением в сан игуменьи.
За время её настоятельства обитель приняла цветущий вид, значительно расширилось хозяйственная деятельность: в переданной в 1864 году пустоши Еремина со 140 десятинами земли было устроено подсобное монастырское хозяйство и ферма; в 1877 году монастырём получена в пользование казённая Чепкаринская дача с 20 десятинами земли на которой были устроены сенокосы; к монастырю была приписана кладбищенская церковь в честь Казанской иконы Божией Матери; в память посещения города Великих Лук в 1866 году святыней с Горы Афон, в двух верстах от города по Торопецкому тракту, была построена часовня в честь священномученика Харлампия и святого великомученика Пантелеимона.
В ночь на 5 декабря 1890 года перенесла инсульт с парализацией правой стороны тела. В связи с болезнью, испросила у епископа Псковского Гермогена (Добронравина) возможность принять великую схиму. Постриг был совершён 7 декабря, а временной управляющей монастырём стала монахиня Людмила (позднее игуменья). В августе 1893 года перенесла воспаление лёгких. Водянка, как осложнение болезни сердца, одышка, приливы крови к голове иногда мешали больной схиигуменье посещать храм.
22 февраля 1894 года после исповеди мирно скончалась. 25 февраля при участии всего монастырского и городского духовенства было совершено отпевание и погребение (слева от главного входа в монастырский Вознесенский храм).

## Семья
- Сестра — Варвара Степановна Юревич, схимонахиня Виталия в Вознесенском монастыре в городе Великие Луки.
- Сестра — Александра Степановна Юревич, монахиня Августа в Севском девичьем монастыре.
- двоюродная сестра — Мартирия (Буславская), игуменья Торжковского девичьего монастыря.
- двоюродная сестра — Тавифа (Буславская), игуменья в Одесском женском монастыре.
- двоюродная сестра — Смарагда (Буславская), игуменья женского монастыря в Вологде.
- двоюродная сестра — Михаила (Буславская), монахиня Белевского монастыря.
- двоюродная сестра — Ксения (Буславская), монахиня Смоленского женского монастыря.
- двоюродная сестра — Аркадия (Шаховская), игуменья в Вяземском Аркадиевском монастыре.
- двоюродная сестра — Назарета (Курош), игуменья Великоустюжского Иоанно-Предтеченского монастыря.